# Ровненский природный заповедник
Ро́вненский приро́дный запове́дник (укр. Рівненський природний заповідник)  —  природный заповедник, расположенный на территории Сарненского и Варашского районов (Ровненская область, Украина). Создан — 14 августа 2003 года. Площадь — 42 288,7 га.

## История
Заповедник создан Указом Президента Украины от 3 апреля 1999 г. №356. На его территории находятся флора и фауна, которые имеют важное научное и природоохранное значение. Основная задача Заповедника – сохранение редких, исчезающих видов растений и животных, а также знакомство человека с нетронутой частью природы. Второй по величине Заповедник занимает площадь более 42 тысяч гектаров, а его территория размещена в 2 районах Ровненской области – Сарненского и Варашского. Состоит из шести лесничеств: Пивничного, Старосельского, Бельского, Белоозёрского, Карасинского и Грабунского. Уникальные ландшафты, болота, леса, слабая заселенность территории – все это помогло в сохранении комплекса растительного и животного мира. 36 видов животных и 28 видов растений, занесённых в Красную книгу Украины, находятся на территории Ровненского Природного Заповедника. Встречается также виды, занесённые в международные списки редких и исчезающих животных мира.

## Описание
Растительный мир
Поскольку Заповедник занимает территорию 4 массивов с различными грунтами, то и растительность его разнообразна – на данный момент насчитывается 675 видов высших растений. Сам Заповедник можно поделить на два массива – лесной и болотный. Среди лесов основные площади занимают сосновые леса, значительно распространена берёза, реже встречаются берёзово-сосновые леса. Лиственные леса представлены фрагментарно, но на территории Заповедника можно встретить граб, местами дубы. Водная растительность представлена незначительно, поскольку на её участках практически отсутствуют реки и озёра. Исключение – Белое озеро, прибережная зона которого не считается заповедной и является любимым местом отдыха местного населения. Животный мир: на территории Ровненского природного заповедника установлено 663 видов животных, из них 387 бесхребетных и 276 хребетных, из которых 210 видов находятся под охраной. Характерными представителями этого зоогеографического района есть такие виды как черепаха болотная, аист чёрный, тетерок, рябок, серый журавль, речная выдра, лось, бобер, дикая свинья.
Природные условия
Территория Ровненского природного заповедника относится к бассейну Припяти. На участках Переброды, Сырая Погоня, Сомино реки отсутствуют, а на Белоозёрском участке протекает река Березина. Большое количество воды на территории заповедника сосредоточено в болотах и заболоченных лесах.
На территории Белоозёрского массива находится озеро Белое, которое занимает площадь 453 га, дно его песчаное, из меловых пород белого цвета, откуда и название озера. Берега низинные. На восьми метровой глубине постоянная температура воды +8?С. А сама вода на удивление чистая, прозрачная, имеет целебные свойства и с повышенным составом глицерина. Другое озеро – Сомино, одно из живописных озёр Украины с площадью 56 га и максимальной глубиной 13 м.
Деятельность:
1. Охранная деятельность Охраной заповедника занимается служба государственной лесной охраны. В составе 80 лесничих, на базе которых создано 7 мобильных групп, которые периодически производят рейды на территории заповедника.
2. Эколого-просветительная деятельность Для того, дабы сохранить и защитить растительный и животный мир Заповедника, а также ознакомить с ним всех желающих, было выпущено несколько статей в районной прессе, выдано несколько самостоятельных изданий, снят ряд телепередач. В 2006 году был создан Эколого-просветительский центр, в состав которого входит Музей природы, библиотека, конференц-зал. В музее природы представлено 15 фотостендов (структура, ландшафты и пр.), экспозиция минералов и горных пород, экспозиции фауны заповедника и региона. В библиотеке собрано около 200 наименований литературы, также собраны гербарные экспонаты и готовится коллекция насекомых. Видеотека составляет 17 научно-популярных фильмов, 8 записей телепередач, серию презентаций про историко-культурное наследие.